# Eldina
Eldina je žensko osebno ime.

## Izvor imena
Ime Eldina  je različica  imena Elda.

## Pogostost imena
Po podatkih Statističnega urada Republike Slovenije je bilo na dan 31. decembra 2007 v Sloveniji število ženskih oseb z imenom Eldina: 35.

## Osebni praznik
Osebe z imenom Eldina lahko godujejo takrat kot osebe z imenom Elda.